# Operación Ganímedes
Operación Ganímedes (en alemán Operation Ganymed)  es una película alemana de ciencia ficción, del subgénero distópica, dirigida por Rainer Erler y lanzada en 1977. La película fue producida por Pentagramma para la ZDF. El estreno en televisión fue el 11 de diciembre de 1977. En cines el largometraje fue proyectado bajo el título Héroes: Perdidos en el Polvo de las Estrellas a partir del 30 de mayo de 1980.

## Sinopsis
En el año 1991 regresan a la Tierra los astronautas sobrevivientes de una misión internacional de 5 años auspiciada por la ONU, solo para descubrir que nadie responde a sus señales de radio. 
Su nave espacial, Ganímedes II, fue una de las tres naves pertenecientes a la misión a Jupiter. La misión fracasó, en esencia, aunque se descubrió en Ganímedes, la luna de Júpiter, formas bacterianas primitivas de vida, perdiendo sin embargo dos de las naves espaciales en la atmósfera de Jupiter y a parte de la tripulación de la tercera nave durante un descenso no autorizado por el comandante de la misión a un lago en el interior de un cráter en Ganímedes. 
Los últimos supervivientes (tres estadounidenses, un europeo y un ruso), consiguen regresar después de más de 1.500 días en el espacio en el vuelo de aproximación a una órbita alrededor de la Tierra. La tripulación trata de ponerse en contacto con el control de la misión, el cual sin embargo fue eliminado hace más de dos años y medio, debido a que la ONU concluyó por entonces que la misión había fracasado y que no había supervivientes.
Como los esfuerzos para ponerse en contacto fracasan y la energía y las reservas vitales casi se han agotado, el Comandante Mac (EE. UU.) decide realizar un aterrizaje forzoso empleando la cápsula principal, dejando el resto de la nave en órbita. La cápsula con los supervivientes consigue amerizar con éxito, pero tras llegar hasta la costa en un bote neumático de salvamento, descubren que el área es un gigantesco desierto. Sólo con sus raciones de emergencia y casi sin agua potable, los astronautas inician la búsqueda de habitantes para pedir ayuda. Su larga marcha a través del desierto les permite ocasionales hallazgos abandonados, como antiguos mapas y periódicos, que parecen revelar que se encuentra en la costa oeste de Baja California. 
Deciden buscar y seguir la carretera hacia San Diego, que se encuentra parcialmente enterrada bajo la arena del desierto, encontrando en el camino también en el camino un viejo avión abandonado. Ante todo lo que han ido viendo, germina en ellos la sospecha de que la Humanidad, tal vez a través de una guerra nuclear fue diezmada.

## Otros
Al principio de la película vemos imágenes originales del Secretario general de la ONU, Kurt Waldheim, en la Asamblea general de la ONU, en un minuto de silencio por la supuesta muerte de los astronautas de la misión. Además, se emplean varias veces las grabaciones originales de diferentes misiones espaciales.
La película de Rainer Erlers está concebida principalmente no obra de ciencia ficción espacial sino como una representación de la dinámica de grupos involucrados de forma extrema en situaciones estresantes. Lo que es llamativo es que al final, el personaje física y mentalmente más débil, pero también mentalmente flexible de los miembros de la misión es el único que consigue sobrevivir, mientras que todos los demás, que siguen más o menos estrictamente las instrucciones o programa de ejercicios trabajados, van cayendo.
La filmación se realizó en el año 1976 en las islas de Lanzarote, Fuerteventura y Gran Canaria  en Islas Canarias

## Premios
En 1978, Mejor Película de Ciencia Ficción del Año en el Festival de Cine y SF de Trieste.

## Lanzamiento del DVD
- Operación Ganímedes. KNM Home Entertainment en 2005

## Literatura
- Thomas Ballhausen: Die versäumte Apokalypse, en: Quarber Merkur 107/108, Franz Rottensteiners Literaturzeitschrift für Science Fiction und Phantastik, Passau 2008. ISBN 978-3-939914-06-8